# Sana'a Shaik
Sana'a Shaik (* 19. März 1992 in Durban) ist eine australische Schauspielerin südafrikanischer Abstammung.

## Leben und Karriere
Shaik wurde am 19. März 1992 in Durban geboren. Im Jahr 2008 zog sie mit ihrer Familie nach Australien und ließ sich in Perth nieder. Dort besuchte sie die Applecross Senior High School und später die Curtin University. Anschließend erwarb sie einen Masterabschluss in Management an der University of Sydney. Vor ihrer Schauspielkarriere arbeitete sie drei Jahre lang im Finanzwesen.
Shaik debütierte 2014 in der Fernsehserie Jack Irish. Ihren Durchbruch hatte sie mit der Rolle der Lacey Diaz in der Miniserie Reckoning. Anschließend bekam sie 2020 in dem Film 2067 – Kampf um die Zukunft eine Hauptrolle. 2023 war sie in It Only Takes a Night zu sehen. Im selben Jahr spiwlte Shaik in der Serie Class of '07 mit.
Shaik ist praktizierende Muslima und heiratete 2022 in Südafrika.

## Filmografie
Filme
- 2020: 2067 – Kampf um die Zukunft (2067)
- 2023: It Only Takes a Night

Serien
- 2018: Jack Irish
- 2019–2020: Reckoning
- 2021: Dive Club
- 2022: Summer Love
- 2023: Class of '07
- 2023: Bump